# Acestrorhynchus lacustris
Acestrorhynchus lacustris is een straalvinnige vis uit de familie van de spilzalmen (Acestrorhynchidae). De wetenschappelijke naam van de soort werd als Xiphorhamphus lacustris in 1875 gepubliceerd door Christian Frederik Lütken.